# Hustugt
Hustugt var, indtil 1926, mandens lovfæstede herredømme i familien.
I takt med kvindernes frigørelse blev loven mildnet punkt for punkt, og den sidste rest (mandens ret til alene at bestemme boligforhold og økonomi) blev afskaffet ved lov i 1926. 
I praksis levede hustugtens ånd meget længere i samfundets kønsroller.[kilde mangler]